# Élections cantonales de 1945 dans la Somme
Les élections cantonales ont eu lieu le 23 et le 30 septembre 1945.

## Conseil général élu
| Canton                 | Conseiller sortant    | Parti | Parti     |
| ---------------------- | --------------------- | ----- | --------- |
| Abbeville-Nord         | Fernand Beaurain      |       | Rad.      |
| Abbeville-Sud          | Max Lejeune           |       | SFIO      |
| Acheux-en-Amiénois     | Pierre Herbet         |       | MRP       |
| Ailly-le-Haut-Clocher  | Bernard Maisant       |       | SFIO      |
| Ailly-sur-Noye         | Robert Verdez         |       | SFIO      |
| Albert                 | Charles Allassonnière |       | PCF       |
| Amiens-Nord-Ouest      | Léon Dupontreué       |       | PCF       |
| Amiens-Nord-Est        | Honeste Lagny         |       | PCF       |
| Amiens-Sud-Est         | Augustin Dujardin *   |       | PCF       |
| Amiens-Sud-Ouest       | Maurice Vast          |       | SFIO      |
| Ault                   | Victor Flamant        |       | PCF       |
| Bernaville             | Hubert Dubois         |       | Rad. indé |
| Boves                  | Louis Prot            |       | PCF       |
| Bray-sur-Somme         | Charles Deflandre     |       | SFIO      |
| Chaulnes               | Jean Gilbert-Jules    |       | Rad.      |
| Combles                | Gaston Deray          |       | PCF       |
| Conty                  | Max Modeste           |       | MRP       |
| Corbie                 | Léon Lemaire *        |       | PCF       |
| Crécy-en-Ponthieu      | Hélène Lœuillet       |       | SFIO      |
| Domart-en-Ponthieu     | Jean Martin           |       | URR       |
| Doullens               | Kléber Mopty          |       | Rad.      |
| Gamaches               | Marcelle Delabie      |       | Rad.      |
| Hallencourt            | Albert Lefebvre *     |       | Rad.      |
| Ham                    | Gaston Lejeune        |       | SFIO      |
| Hornoy-le-Bourg        | Gabriel Delétoille    |       | Rad.      |
| Molliens-Vidame        | Edmond Cavillon *     |       | Rad. indé |
| Montdidier             | Georges Marcel        |       | SFIO      |
| Moreuil                | Maurice Leméré        |       | PCF       |
| Moyenneville           | Édouard Delozières    |       | SFIO      |
| Nesle                  | Pierre Doutrellot     |       | SFIO      |
| Nouvion                | Albert Foucy          |       | SFIO      |
| Oisemont               | Léon Niquet           |       | SFIO      |
| Péronne                | Émile Vermond         |       | SFIO      |
| Picquigny              | Eugène Leclerecq      |       | Rad.      |
| Poix-de-Picardie       | Jules Delemotte       |       | MRP       |
| Roisel                 | Robert Ricaux         |       | SFIO      |
| Rosières-en-Santerre   | Henri Renu            |       | SFIO      |
| Roye                   | André Coël            |       | SFIO      |
| Rue                    | Gabriel Deray         |       | SFIO      |
| Saint-Valery-sur-Somme | René Delepierre       |       | MRP       |
| Villers-Bocage         | Richard Vilbert       |       | Rad.      |

*Conseillers généraux élus en 1937

### Groupes politiques
| Parti                                          | Sigle | Sigle     | Élus | Groupe                          |
| ---------------------------------------------- | ----- | --------- | ---- | ------------------------------- |
| Centre-gauche (27 sièges)                      |       |           |      |                                 |
| Section française de l'Internationale ouvrière |       | SFIO      | 17   | Socialiste                      |
| Parti radical-socialiste                       |       | Rad.      | 8    | Radical et radical-socialiste   |
| Radicaux indépendants                          |       | Rad. indé | 2    | Radical et radical-socialiste   |
| Gauche (10 sièges)                             |       |           |      |                                 |
| Parti communiste français                      |       | PCF       | 9    | Communiste                      |
| Union républicaine et résistante               |       | URR       | 1    | Communiste                      |
| Centre-droit (4 sièges)                        |       |           |      |                                 |
| Mouvement républicain populaire                |       | MRP       | 4    | Mouvement républicain popualire |
| Président du conseil général                   |       |           |      |                                 |
| Max Lejeune (SFIO)                             |       |           |      |                                 |